# Pleubian
Pleubian är en kommun i departementet Côtes-d'Armor i regionen Bretagne i nordvästra Frankrike. Kommunen ligger i kantonen Lézardrieux som tillhör arrondissementet Lannion. År 2022 hade Pleubian 2 334 invånare.

## Befolkningsutveckling
Antalet invånare i kommunen Pleubian
Referens:INSEE